# Jeff Pilson
Jeffrey Steven "Jeff" Pilson é um multi-instrumentista americano. Nascido em 19 de janeiro de 1959 em Lake Forest, Illinois, Estados Unidos, Jeff é conhecido por sua passagem nas bandas de heavy metal Dokken e Dio.

## Discografia
com Rock Justice
- Rock Justice (1980)

com Randy Hansen
- Astral Projection – Live (1983)

com Dokken
- Tooth and Nail (1984)
- Under Lock and Key (1985)
- Back for the Attack (1987)
- Beast from the East (1988)
- Dysfunctional (1995)
- One Live Night (1995)
- Shadowlife (1997)
- Erase the Slate (1999)
- Live from the Sun (2000)

com Michael Lee Firkins
- Michael Lee Firkins (1990)

com Wild Horses
- Bareback (1991)
- Dead Ahead (2003)

com McAuley Schenker Group
- MSG (1992)

com George Lynch
- Sacred Groove (1993)

com Craig Goldy
- Insufficient Therapy (1993)

com War & Peace
- Time Capsule (1993)
- The Flesh and Blood Sessions (1999)
- Light at the End of the Tunnel (2001)
- The Walls Have Eyes (2004)

com Dio
- Strange Highways (1994)
- Angry Machines (1996)
- Master of the Moon (2004)

com Munetaka Higuchi with Dream Castle
- Free World (1997)

com Steel Dragon
- Rock Star (Soundtrack, 2001)

com Underground Moon
- Underground Moon (2001)

com Lynch/Pilson
- Wicked Underground (2003)

com Power Project
- Dinosaurs (2005)

com Benedictum
Uncreation (2006) como baixista e produtor
com Foreigner
- Extended Versions, aka Live In '05 (2006)
- No End in Sight: The Very Best of Foreigner (2008)
- Can't Slow Down (2009)
- Can't Slow Down...When It's Live! (2010)
- Acoustique: The Classics Unplugged (2011)
- Alive & Rockin' (2012)
- The Best of Foreigner 4 & More (2014)

com T&N
- Slave to the Empire (2012)

com Adler
- Back from the Dead (2012) como baixista e produtor